# Белица (приток Добосны)
Бе́лица (бел. Бе́ліца) — река в Рогачёвском и и Жлобинском районах Гомельской области Белоруссии. Левый приток реки Добысна.
Начинается в 1,2 км к юго-западу от деревни Старая Кошара Рогачёвского района. В 2 км к юго-востоку от деревни Малевичи Жлобинского района впадает в Добысну.
Длина реки составляет 31 км. Площадь водосбора — 197 км². Средний наклон водной поверхности — 0,4 м/км.
Русло канализовано на всём протяжении. В связи с этим Белица носит альтернативное название Луковский канал (бел. Лукаўскі навал, Лукаўскі канал). Река принимает сток из системы мелиорационных каналов общей протяжённостью 168 км.